# Isaure Medde
Isaure Medde (* 20. Juli 2000) ist eine französische Mountainbikerin, die im Cross-Country aktiv ist.

## Sportlicher Werdegang
Mit dem Mountainbikesport begann Medde im olympischen Cross Country. Als Juniorin wurde sie 2018 Französische Meisterin und Vierte bei den UCI-Mountainbike-Weltmeisterschaften, gewann mehrere Rennen des Coupe de France de VTT und beendete die Saison als Dritte der Weltrangliste der Junioren.
Nachdem in der Saison 2019 Spitzenergebnisse im XCO ausblieben, startete sie „um den Kopf freizubekommen“ bei den französischen Meisterschaften im Cross-country Eliminator (XCE). Mit dem Titelgewinn qualifizierte sie sich für die Eliminator-Weltmeisterschaften, bei denen sie überraschend die Silbermedaille gewann. 2020 toppte sie das Ergebnis und wurde in Löwen Weltmeisterin.
Parallel zum Eliminator startete Medde weiter im XCO im Weltcup und bei internationalen Meisterschaften, 2020 belegte sie bei den Weltmeisterschaften den 10. Platz in der U23. Seit der Saison 2021 wandte sie sich vollständig den längeren Distanzen zu und startet nur noch gelegentlich im Eliminator. Zählbare Erfolge konnte sie bisher jedoch nicht verzeichnen. Bei den Weltmeisterschaften 2025 trat sie zum ersten Mal seit langer Zeit wieder im Eliminator an und wurde sogleich Zweite.

## Erfolge
2018
- Französische Meisterin (Junioren) – Cross-Country XCO

2019
- Weltmeisterschaften – Eliminator XCE
- Französische Meisterin – Eliminator XCE

2020
- Weltmeisterin – Eliminator XCE

2025
- Weltmeisterschaften – Eliminator XCE